# Герсдорф, Бернд
Бернд Герсдорф (нем. Bernd Gersdorff; род. 18 ноября 1946, Берлин) — западногерманский футболист, полузащитник.

## Карьера

### Клубная карьера
Во взрослом футболе дебютировал в 1965 году в клубе «Теннис Боруссия Берлин», где провёл четыре сезона своей карьеры, после чего стал игроком «Айнтрахта» (Брауншвейг).
В 1973 году выступал за мюнхенский клуб «Бавария», с которым смог завоевать титул чемпиона Германии. В том же году на три сезона вернулся в «Айнтрахт» (Брауншвейг), после чего начал выступать за команду клуба «Герта» (Берлин), с которой ему дважды удавалось дойти до финала Кубка Германии.
В 1979 году переехал в США, где начал выступать за футбольный клуб «Сан-Хосе Эртквейкс». В том же году вернулся в «Герту» (Берлин), отыграв за клуб ещё один сезон.
В 1980 году вернулся в «Сан-Хосе Эртквейкс». Завершил карьеру футболиста в том же году в другом американском клубе «Сан-Диего Сокерз».

### Карьера в сборной
3 сентября 1975 года провёл свой единственный матч в составе национальной сборной ФРГ против сборной Австрии.

## Достижения
«Бавария»
- Чемпион Германии: 1973/74